# Montes Riphaeus

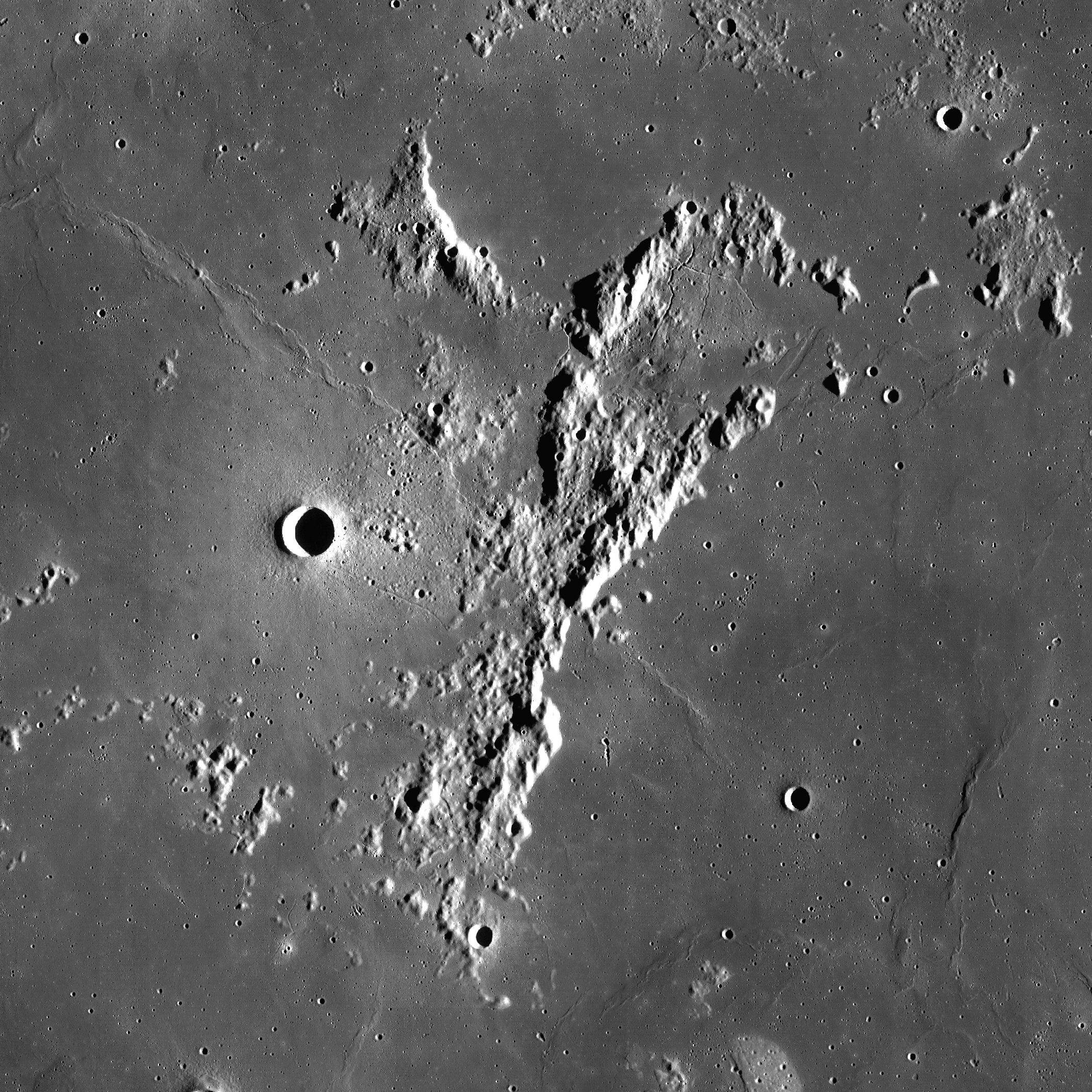
Montes Riphaeus

Les Montes Riphaeus (en latin : Monts Riphées), est une chaîne de montagnes lunaires irrégulières qui s'étend au nord-ouest de la Mare Cognitum et au sud-est de l'Oceanus Procellarum. Le massif montagneux a une orientation nord-nord-est à sud-sud-ouest. Ses monts sont identifiés sous des appellations distinctes : Oural, Riphaeus Boreus, Riphaeus Medius, Riphaeus Major et Riphaeus Minor. Ils sont séparés par des vallées inondées autrefois par de la lave.
Les coordonnées sélénographiques sont −7,7, −28,1. Sa longueur est de 189 kilomètres avec des largeurs variant de 30  à   50 kilomètres. Le cratère le plus proche est Euclides.